# Jenna Hagglund
Jenna Hagglund (New Brunswick, 28 maggio 1989) è un'allenatrice di pallavolo ed ex pallavolista statunitense.
Giocava nel ruolo di palleggiatrice ed è assistente allenatrice volontaria alla University of Cincinnati.

## Carriera

### Pallavolista
La carriera di Jenna Hagglund inizia a livello giovanile nel Cincy Classics e prosegue nel Team Z e nella Lakota HS, prima di giocare a livello universitario con la University of Washington, disputando la NCAA Division I dall'edizione 2007 all'edizione 2010. Inizia la carriera professionistica nella stagione 2011-12 nella 1.Bundesliga austriaca, vestendo la maglia dello Schwechat Post, col quale si aggiudica lo scudetto.
Nella stagione successiva passa all'UGSÉ Nantes, squadra militante nella Ligue A francese. Al termine della stagione, nell'estate del 2013 debutta nella nazionale statunitense, con la quale vince la medaglia d'oro alla Coppa panamericana e al campionato nordamericano e quella d'argento alla Grand Champions Cup.
Nella stagione 2013-14 viene ingaggiata dal Rote Raben Vilsbiburg, squadra della 1.Bundesliga tedesca, con cui vince la coppa nazionale. Nel dicembre 2014 firma a stagione in corso con l'Impel di Breslavia, club dell'Liga Siatkówki Kobiet polacca; nel 2015 con la nazionale vince la medaglia d'oro alla Coppa panamericana ed ai XVII Giochi panamericani.
Si trasferisce in Italia per giocare l'annata 2015-16, vestendo la maglia della Futura Volley Busto Arsizio, in Serie A1, ritirandosi al termine di questa esperienza dalla pallavolo giocata.

### Allenatrice
Nell'agosto 2016, subito dopo il ritiro, ottiene l'incarico di assistente allenatrice volontaria alla University of Cincinnati.

## Palmarès

### Club
- Campionato austriaco: 1

2011-12
- Coppa di Germania: 1

2013-14

### Nazionale (competizioni minori)
- Coppa panamericana 2013
- Montreux Volley Masters 2014
- Coppa panamericana 2015
- Giochi panamericani 2015

### Premi individuali
- 2008 - All-America Third Team
- 2008 - NCAA Division I: Seattle regional All-Tournament Team
- 2009 - All-America Third Team